# Gino Pasin
Gino Pasin (Vicenza, 9 giugno 1915 – ...) è stato un calciatore italiano, di ruolo centrocampista.

## Carriera
Giocò in Serie A con la Fiorentina.

## Palmarès

### Club

#### Competizioni nazionali
- Coppa Italia: 1

Fiorentina: 1939-1940